# محمد مصطفى (ممثل)
محمد مصطفى ممثل ومدبلج سوري يعمل حاليا في مركز الزهرة وفي إستديوهات التنوير يتميز بصوته الخشن في أداء الشخصية الشريرة وله العديد من الأعمال.

## عن حياته
ولد في دمشق وهو خريج المعهد العالي للفنون المسرحية قسم التمثيل انضم نقابة الفنانين عام 1987 لديه العديد من الأعمال التي شارك بها :
في المسـرح والمسلسلات والدوبلاج.

## أعماله

### المسرح
- في انتظار غودو.
- روميو وجوليت.
- أواكس.

### المسلسلات
- الإمام (2011).
- خالد بن الوليد (2006)
- عمر الخيام (2002).

### الدوبلاج
- ون بيس. - شخصية القائد مورغان - سانجي - إيفارام (الصوت الثاني)
- المحقق كونان.
- صقور الأرض. - لوبو
- هزيم الرعد. - صخر
- دراغون بول زد كاي. - ياماكا
- دراغون بول سوبر. - سيد ساتان
- داي الشجاع. فريزر - الفارس الأسود
- أجنحة كاندام. ووفيه
- سلام دانك. - فوزي
- أكاديمية الشرطة.
- فلة والأقزام السبعة.
- مغامرات جاكي شان.
- المقاتل النبيل.
- جومانجي.
- الملازم كيرو. - الرقيب جيرو
- سيف النار. - راو
- أسطورة زورو
- الفرقة م 7
- مغامرات نغم
- الضربة المزدوجة
- فرقة التحدي

## روابط خارجية
- الصفحة الرسمية للممثل محمد مصطفى على موقع السينما كوم.